# Ferhat Aït Ali
Pour les articles homonymes, voir Aït Ali.
Ferhat Ait Ali Braham (فرحات أيت علي براهيم) est le ministre algérien de l'Industrie et des Mines puis celui de l'Industrie dans le gouvernement de Djerad I puis Djerad II,.
Il quitte le gouvernement dans le remaniement du 21 février 2021.

## Biographie
Ferhat Ait Ali Braham est né le 31 mai 1963 dans la ville de Aïn El Hammam en Kabylie. Il est titulaire d'un diplôme d'inspecteur des impôts.
Il occupe successivement les postes d'inspecteur des impôts, de conseiller dans les activités industrielles, de ministre de l'Industrie et des Mines puis de ministre de l'Industrie. Dans cette dernière fonction, dans le cadre du gel des importations de véhicules d'occasion de moins de trois ans, il suscite l'étonnement en déclarant le 13 février 2021 que « posséder une voiture n’est pas le rêve de la majorité des Algériens ». Le 29 avril 2021, il perd un procès en diffamation après avoir porté plainte, lorsqu'il était ministre, pour « diffamation » contre le président de l’Association des concessionnaires automobiles multimarques (Acam).
Il est aussi directeur de campagne d'Ali Ghediri à la présidentielle avortée de 2019.